# Municipio de Glen Arbor
El municipio de Glen Arbor (en inglés: Glen Arbor Township) es un municipio ubicado en el condado de Leelanau en el estado estadounidense de Míchigan. En el año 2010 tenía una población de 859 habitantes y una densidad poblacional de 3,79 personas por km².

## Geografía
El municipio de Glen Arbor se encuentra ubicado en las coordenadas 44°54′26″N 86°2′00″O / 44.90722, -86.03333. Según la Oficina del Censo de los Estados Unidos, el municipio tiene una superficie total de 226.84 km², de la cual 73,38 km² corresponden a tierra firme y (67,65 %) 153,46 km² es agua.

## Demografía
Según el censo de 2010, había 859 personas residiendo en el municipio de Glen Arbor. La densidad de población era de 3,79 hab./km². De los 859 habitantes, el municipio de Glen Arbor estaba compuesto por el 97,79 % blancos, el 0,47 % eran afroamericanos, el 0,12 % eran amerindios, el 0,93 % eran asiáticos, el 0,12 % eran de otras razas y el 0,58 % eran de una mezcla de razas. Del total de la población el 1,05 % eran hispanos o latinos de cualquier raza.